# The Lost Future

The Lost Future est un téléfilm post-apocalyptique américain réalisé par Mikael Salomon et diffusé le 13 novembre 2010 sur Syfy.

## Synopsis
Dans un monde post-apocalyptique, un groupe de survivants mené par Uri et les anciens s'est organisé en tribu et subsiste tant bien que mal dans une société primitive sans technologie.
Vivant principalement de la chasse, tous redoutent un virus qui rôde, transmis par les animaux et les humains contaminés, transformant les victimes en mutants sanguinaires. Le fils d'Uri, Savan, est le meilleur chasseur de la tribu et le successeur de son père, tandis que Kaleb est le meilleur traqueur. Kaleb et sa sœur Miru sont les seuls survivants alphabétisés. Leur père Jaret était persuadé que d'autres survivants pouvaient exister en dehors de leur forêt et les a encouragés à réfléchir à ce sujet. Kaleb, un rêveur, est secrètement amoureux de la femme de Savan, Dorel. Quand les bêtes attaquent le hameau d'Uri, un groupe se réfugie dans une grotte et bloque l'entrée avec des bûches. Kaleb sauve Dorel d'une bête, après quoi ils entament une relation amoureuse que surprend Savan.
Un étranger, Amal, s'approche du trio. Il les invite à se joindre à sa famille, composée de sa femme Neenah et de leur fils Persk. Ils vivent dans la périphérie de la forêt, protégés par une rivière (car les mutants ont peur de l'eau). Bientôt, Amal leur révèle que Jaret avait trouvé la formule d'une poudre jaune qui guérit les malades. Toutefois, l'impitoyable Gagen avait volé le remède pour le garder pour son propre usage et celui de sa tribu. Amal, Savan, Kaleb et Dorel voyagent ensemble pour trouver Gagen et ramener la poudre jaune à leur tribu. Aidés par Giselle, la fille de Gagen, ils réussissent à récupérer le remède et s'apprètent à repartir. Mais ils sont interceptés par Galen, qui abat Savan avant d'être lui-même tué par Kaleb. Après avoir soigné leur tribu, Kaleb part continuer les travaux de son père qui tentait de synthétiser la poudre jaune, tandis que Miru alphabétise les enfants de la tribu.

## Distribution
- Sam Claflin : Kaleb
- Eleanor Tomlinson : Miru, la sœur de Kaleb
- Sean Bean : Amal, l'étranger
- Corey Sevier : Savan, le chef de tribu
- Annabelle Wallis : Dorel
- Jessica Haines (en) : Neenah, la femme d'Amal
- Jonathan Pienaar (en) : Gagen, le chef de la tribu ennemie
- Hannah Tointon (en) : Giselle, la fille de Gagen
- Danny Keogh (en) : Yisir
- Garth Breytenbach : Remi
- Bjorn Steinbach : Yomack
- Sam Schein : Persk, le fils d'Amal

## Fiche technique
- Titre original : The Lost Future
- Réalisation : Mikael Salomon
- Scénario : Bev Doyle, Diane Duane et Richard Kurti, d'après une histoire de Jonas Bauer
- Pays d'origine :  Allemagne |  Afrique du Sud |  États-Unis
- Langue : anglais
- Genre : Film de science-fiction, Film d'aventure
- Société de production : Film Afrika Worldwide, RTL, Tandem Communications
- Durée : 90 minutes
- Date de première diffusion :
  -  États-Unis : 13 novembre 2010
  -  France : 13 septembre 2011